# Honor Frost

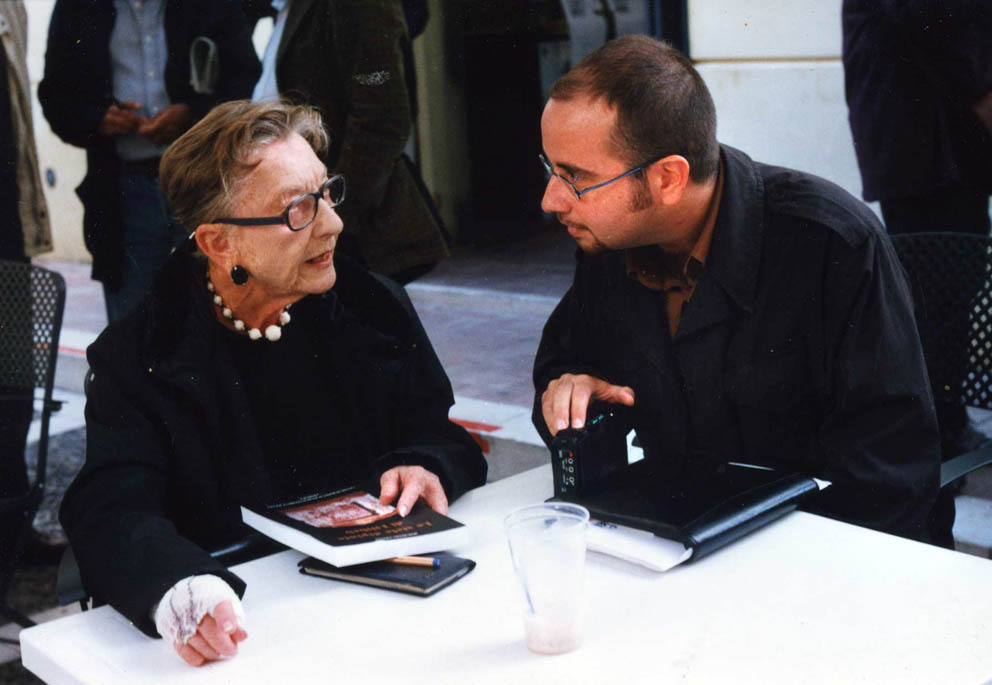
Honor Frost und Maurizio Vento (2010)

Honor Frost (* 28. Oktober 1917 in Nikosia; † 12. September 2010 in London) war eine britische Berufstaucherin, Archäologin und Pionierin der Unterwasserarchäologie.

## Leben
Honor Frost wurde auf Zypern geboren und wuchs nach dem frühen Tod beider Eltern bei dem Rechtsanwalt Wilfred Evill in London auf. Sie studierte an der Central School of Art and Design in London und der Ruskin School of Art in Oxford.
Ende der 1940er Jahre begann sie in Cannes ihre Ausbildung zur professionellen Taucherin. Unter der Leitung von Frédéric Dumas nahm sie an einer Tauchexpedition zu einem Schiffswrack nahe der Küste Südfrankreichs teil.
1957 arbeitete Honor Frost auf der von Kathleen Kenyon geleiteten Ausgrabung von Gräbern bei Jericho und gelangte dort zu der Erkenntnis, dass die sorgfältige Methodik archäologischer Ausgrabungen an Land auf die Forschungen unter Wasser übertragen werden müssen. Sie zog in den Libanon und erforschte dort die antiken Häfen von Tyros und Sidon.
1959 lernte Frost den Fotografen Peter Throckmorton kennen, mit welchem sie das Unterwasserwrack vor Kap Gelidonya im Südwesten der Türkei entdeckte und dessen Bedeutung erkannte. Die Fundstätte wurde dann 1960 von George Fletcher Bass wissenschaftlich erkundet und dokumentiert.
1968 leitete sie eine von der UNESCO geförderte Expedition im Hafen von Alexandria, 1971 im Auftrag der British School at Rome die Erforschung eines punischen Schiffswracks vor der sizilischen Stadt Marsala. Frost galt als Expertin für antiken Schiffsbau und die Klassifikation steinerner Anker.
Honor Frost hatte künstlerisches Talent. Sie fertigte von Beginn an Illustrationen in ihrer archäologischen Arbeit ein, etwa zum Skizzieren von Schiffsbestandteilen, mit einer besonderen Vorliebe für Schiffsanker. Später erbte sie die Kunstsammlung von Wilfrid Evill, die nach Frosts Tod Rekordpreise bei Auktionen erzielte, und pflegte den Umgang mit der Modedesignerin Thea Porter und der Galeriebesitzerin Erica Brausen.

## Ehrungen
1997 ehrte die französische Regierung sie für ihre Pionierarbeit in der Unterwasserarchäologie in Ägypten. 2005 erhielt sie den Colin McLeod Award des British Sub-Aqua Club für die Förderung der internationalen Zusammenarbeit im Tauchen.

## Schriften (Auswahl)
- Under the Mediterranean. Marine antiquities. Routledge & Kegan Paul, London 1963, ISBN 0-7100-6644-9.
- Surveying in Archaeology Underwater (= Monograph Series of the Colt Archaeological Institute. Band 5). Quaritch, London 1969, ISBN 978-0-85668-063-2 (mit Peter Throckmorton und Michael G. Walton).
- The Mortar Wreck in Mellieha Bay. Plans and soundings. A report on the 1967 campaign carried out on behalf of the National Museum of Malta by Honor Fro JHournal of Nautical t. Appetron Press, London 1969.
- The Pharos Site, Alexandria, Egypt in: Journal of Nautical Archaeology, 1975, Vol 4, pp. 126–130.
- The Marsala Punic Warship